# Centre Island (Lake Te Anau)
Centre Island ist eine kleine Insel im Lake Te Anau der Region Southland auf der Südinsel von Neuseeland.

## Geographie
Die Insel befindet sich im mittleren Teil des Lake Te Anau, knapp 5 km südöstlich des Eingangs zum Middle Fiord, einem nach Westen abgehenden Arms des Sees. Centre Island verfügt über eine Fläche von 12,2 Hektar bei einer Länge von 670 m in Nordnordwest-Südsüdost-Richtung und einer maximale Breite von rund 290 m in Ost-West-Richtung. Die Höhe der Insel kommt nicht über die 20 m hinaus.
Die Insel ist bewaldet.